# Marienkirche (Wehrshausen)

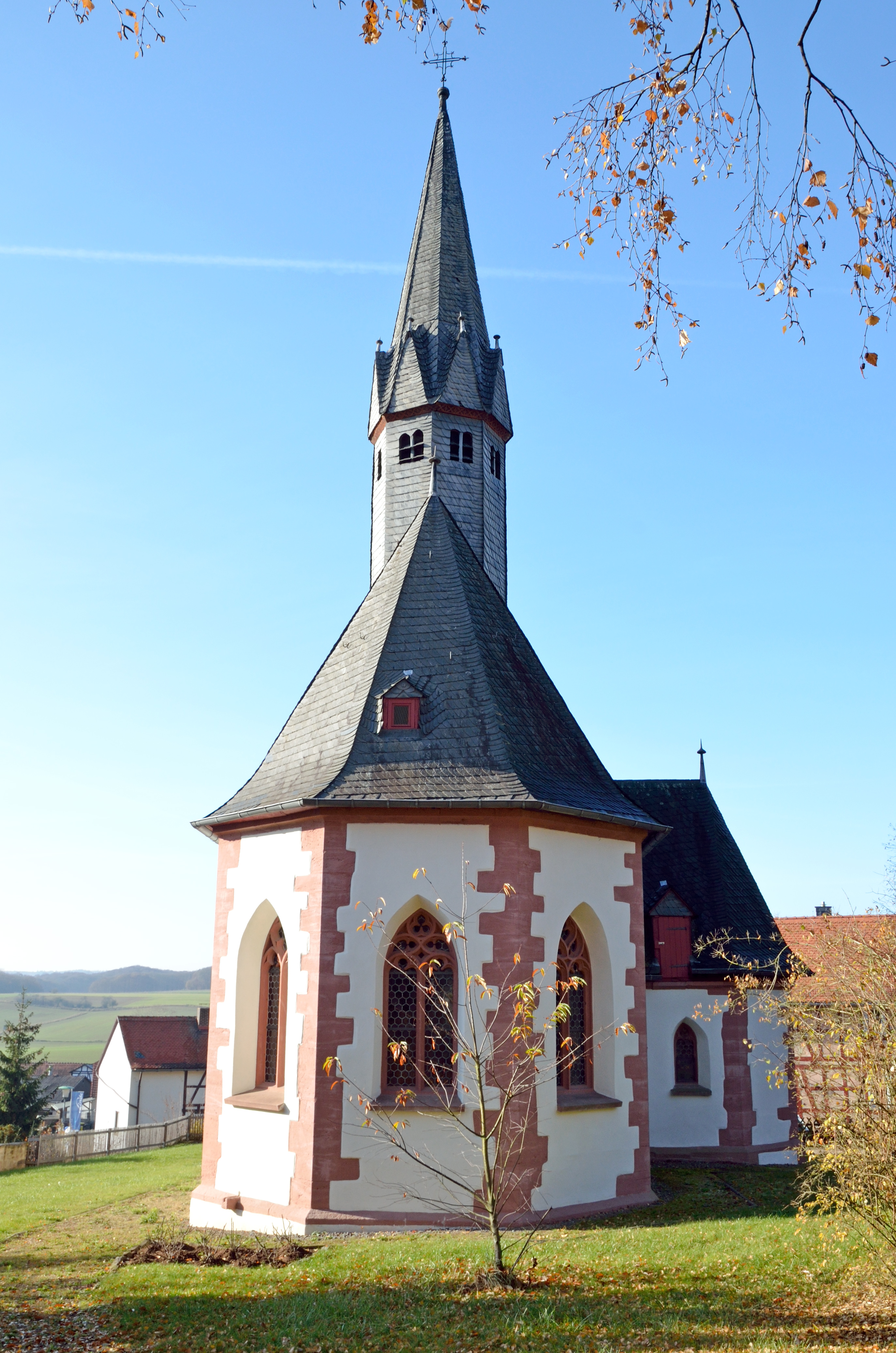
Kirche in Wehrshausen

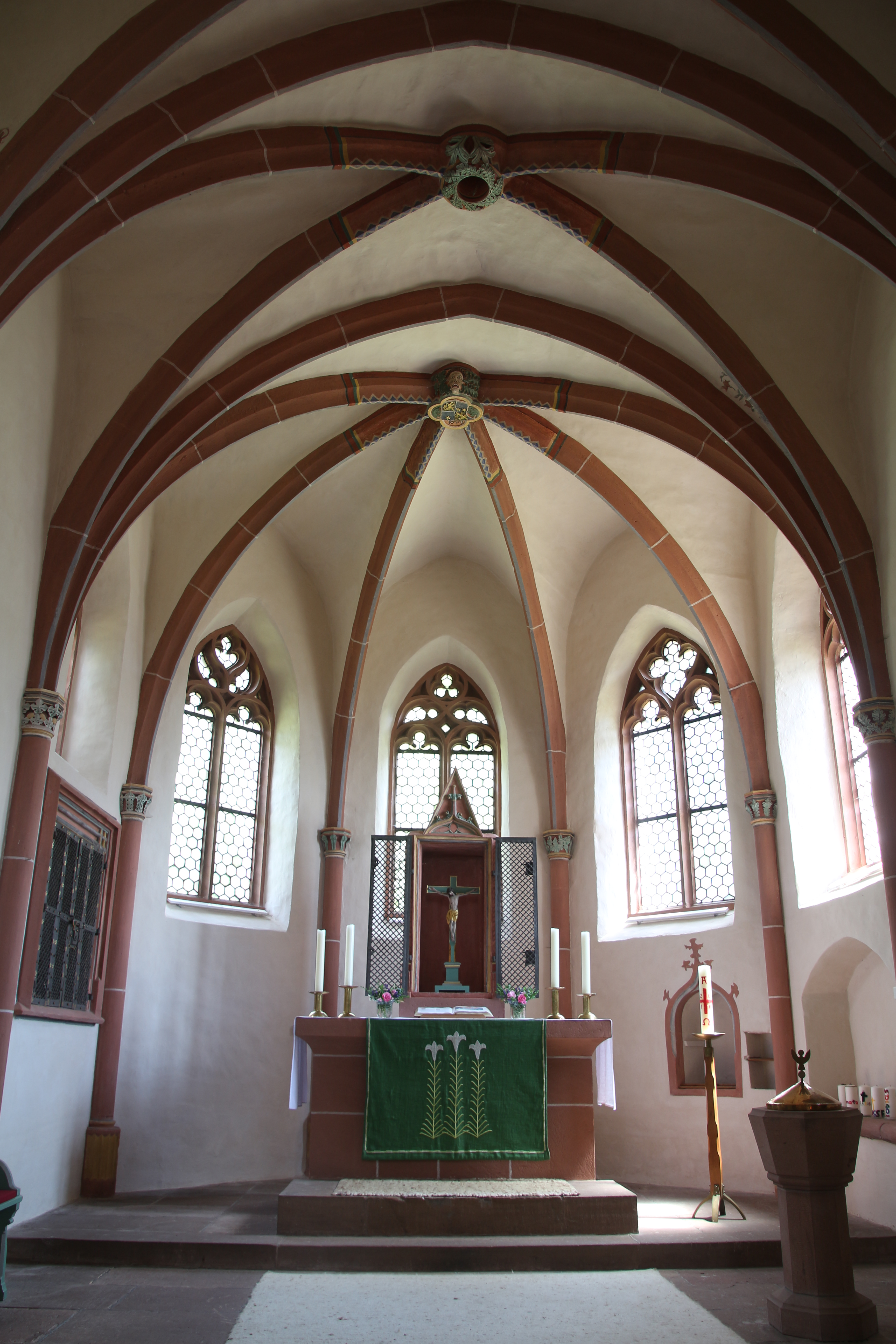
Innenansicht

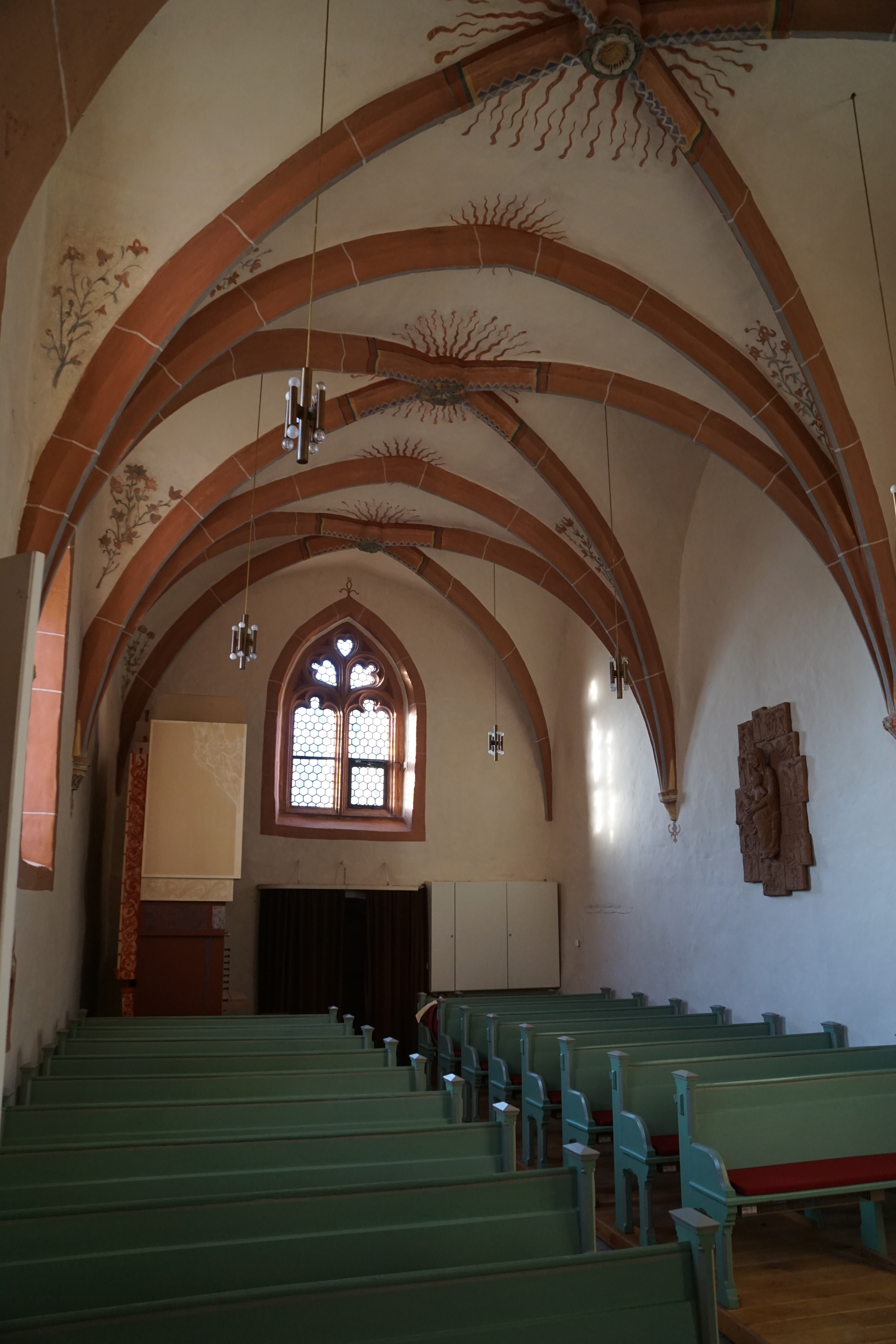
Innenansicht nach Westen

Die evangelische Marienkirche ist eine gotische Saalkirche im Ortsteil Wehrshausen von Marburg im Landkreis Marburg-Biedenkopf in Hessen. Sie gehört zum Kirchspiel Elnhausen im Kirchenkreis Marburg der Evangelischen Kirche von Kurhessen-Waldeck.

## Geschichte und Architektur
Die frühere Marienkapelle wurde 1339 von Ritter Werner Döring und seiner Frau Mechthild von Gambach gestiftet. Die Kapelle diente als Station für die erstmals 1474 bezeugte Wallfahrt auf dem Weg zur Elisabethkirche in Marburg; durch den entsprechenden Zulauf waren in Verbindung mit dem Gnadenbild hohe Einnahmen möglich. Im Jahr 1483 kamen Schenkungen durch Landgraf Heinrich III. von Hessen hinzu, der eine Bittprozession nach Wehrshausen veranstaltete, um für einen Sieg in der Neusser Fehde zu bitten. Nach Einführung der Reformation 1526 und Schäden im Dreißigjährigen Krieg wurde die Kapelle 1732 wieder nutzbar gemacht. 1888 erfolgte eine erneute Restaurierung.
Das bestehende Bauwerk ist eine Saalkirche von drei Jochen aus den Jahren 1472 oder 1475 mit einem ebenso breiten, zweijochigen Chor, der in einem Fünfachtelschluss endet. An der Nordseite ist eine kleine, dreiseitig geschlossene Annenkapelle aus spätgotischer Zeit angebaut. Das Hauptschiff wird durch einen oktogonalen Dachreiter mit Spitzhelm über kleinen Giebeln bekrönt. Das Mauerwerk des Schiffs mit dem vermauerten Nordportal stammt noch weitgehend vom Gründungsbau 1339. Nachdem das Bauwerk längere Zeit von einem Bauernhof verstellt war, wurde es nach dessen Abriss 1966/1967 wieder allgemein zugänglich gemacht und für Gottesdienste verwendet.
Innen wird das Bauwerk durch Rippengewölbe auf Konsolen abgeschlossen; im Chor ruhen die Gewölbe auf Wanddiensten. Die Gewölbe sind mit wappengeschmückten Schlusssteinen versehen, im Chor ist die Jahreszahl 1475 angegeben. Die farbige Ausmalung mit dekorativen Gewölbemalereien wurde im Schiff um 1953 nach Originalbefund restauriert.

## Ausstattung
Zur beachtenswerten spätgotischen Ausstattung gehört ein schmaler steinerner Altarschrein mit Giebelaufsatz, der mit gedrehten Ecksäulen, Maßwerkblenden und eisernen Gittertüren versehen ist. Eine große rechteckige Sakramentsnische ist mit Stabwerk verziert und besitzt ebenfalls noch das alte Gitter. Auf dem Altar der Annenkapelle steht ebenfalls ein steinerner Schrein mit Zinnenfries. Die zugehörigen Altarbilder der Wehrshäuser Madonna (1523) und der heiligen Anna (1520/1524) wurden 1853 an die Elisabethkirche Marburg verkauft. Sie stehen heute im Museum für Kunst- und Kulturgeschichte der Universität Marburg im Marburger Schloss.
Die barocke Kanzel von 1732 ist mit Flammenleisten verziert.

## Orgel

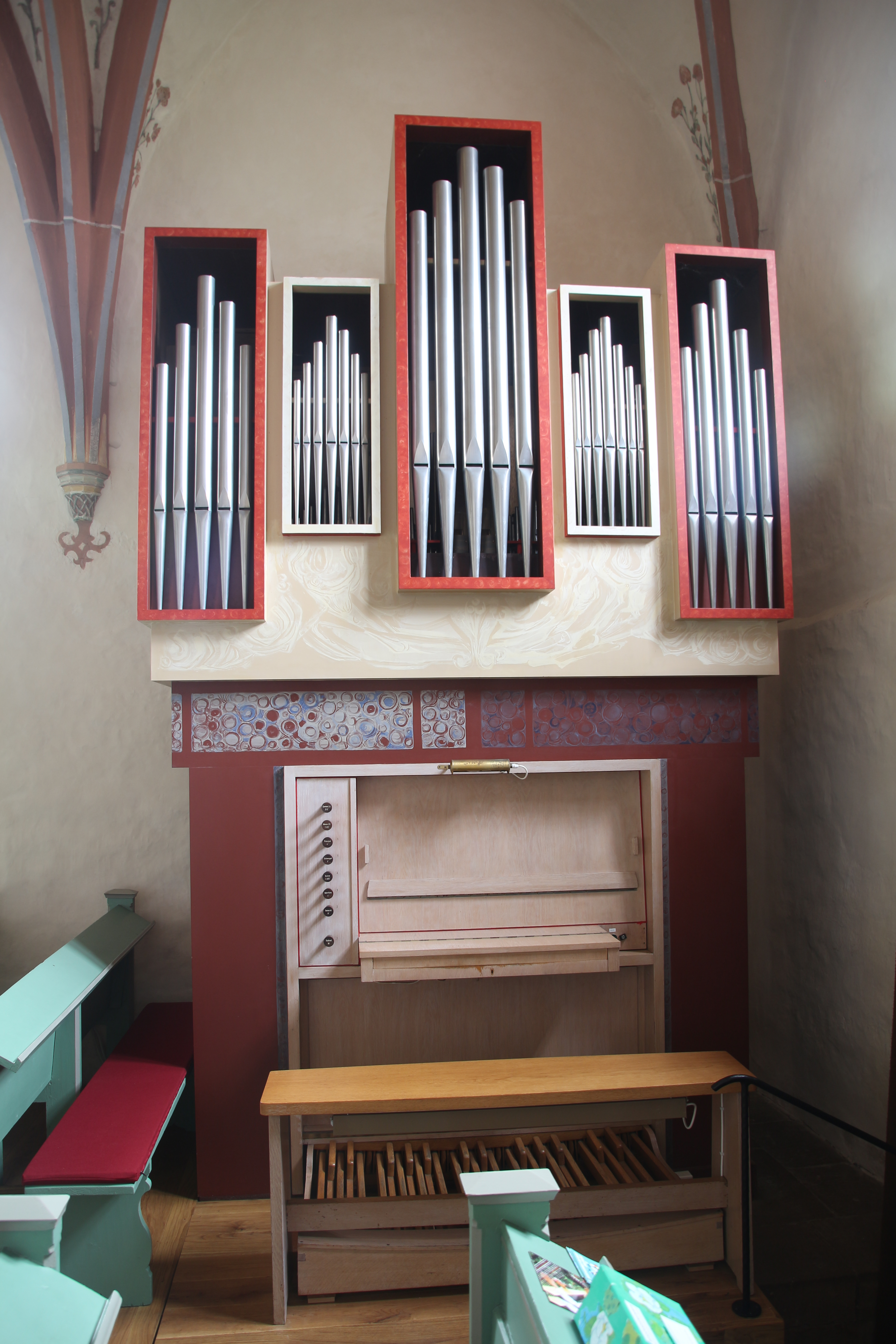
Orgel

Die einmanualige Orgel ist ein Werk mit acht Registern von Wolfgang Böttner aus dem Jahr 1981. Es handelt sich um ein Instrument mit mechanischen Schleifladen, das folgende Disposition aufweist:
| Manual C–g3 |       |
| Gedackt     | 8′    |
| Prinzipal   | 4′    |
| Rohrflöte   | 4′    |
| Quinte      | 2 ⁄3′ |
| Schwiegel   | 2′    |
| Mixtur II   | 1 ⁄3′ |
| Zymbel II   | 2⁄3′  |

| Pedal C–f1 |     |
| Subbaß     | 16′ |

- Koppeln: I/P